# Francesc Xavier Fontova Santallucia
Francesc Xavier Fontova Santallucia fou el fundador de la Ciutat de los Muchachos Nazaret d'Alacant.
Va néixer Francesc Xavier Fontova Santallucia a Algerri, Província de Lleida el dia 7 d'octubre de l'any 1907. Fill de família de pagesos, on va aprendre a experimentar la vida amb austeritat i amb l'amor als pobres. En seus últims moments el pare Fontova sempre ens parlava amb català y s'emocionava amb les visites que li feien els seus germans. Sentia un gran amor pel seu pare lo qual nomenava sempre amb una devoció infinita.
Va fer els estudis eclesiàstics al Seminari de Lleida, del any 1919 fins a l'any 1931 i fou ordenat sacerdot el dia 14 de juny de l'any 1931, any que va marxar a Roma. Va completar els seus estudis a Itàlia, a Bolengo i Avigliana respectivament. Torna a Espanya i acaba de completar els seus estudis de Teologia a Barcelona, de 1941 a 1943, al teòloga de Sarrià on alterna els estudis amb les activitats pastorals als suburbis. Va fer la seva Tercera Provació a Gandia. Des de l'any 1942 fins a l'any 1948 va treballar a Osca com a Director de la congregació i Pare Espiritual del Seminari. El 1949 es va traslladar a Alacant com a Director de la Congregació Mariana i Parroc de Santa Maria. És dins la Congregació d'Alacant on comença a prendre forma la idea que portava sempre dins al cor, i que des d'aquesta hora serà el motor de la seva vida: començar la Croada d'infància per la Caritat segons la idea que li va presentar a les hores la presidenta de les mares catòliques.
El Pare Fontova no volia que els seus nens necessitats, un asil. Aspirava a “la redempció del miserable pel miserable”. Rendirs a si mateix per ajudar a redimir als altres. Que pensen i sàpiguen que hi ha altres iguals a ells. Del 17 de setembre de 1957, any que es van admetre els primers nens a la Congregació, va néixer a Alacant una nova família, una nova llar a la que des del primer moment van nomenar significadament Nazaret. Després de realitzar una encomiable vida dedicada a aquesta Ciutat de los Muchachos de Nazaret de Alacant per ell fundada el Pare Fontova ens va deixar el dia 9 de setembre de 1977.